# Creedence Clearwater Revival (음반)
《Creedence Clearwater Revival》은 1968년 5월 28일, 판타지 레코드에서 발매한 미국의 록 밴드 크리던스 클리어워터 리바이벌의 데뷔 스튜디오 음반이다. 미국 차트 11위에 오른 밴드의 첫 번째 히트 싱글 〈Susie Q〉가 수록된 이 음반은 밴드가 골리웍스에서 이름을 바꾸고 시그니처 스왐프 록 사운드를 개발하기 시작한 직후 녹음되었다.

## 배경
〈Suzie Q〉가 히트한 것으로 증명된 반면, 이 밴드는 1960년대 초반에 골리웍스로 몇 년 동안 활동했고, 팝계에서 성공을 거두기 전에 수많은 싱글을 발매했다. 1967년 사울 제인츠는 판타지 레코드를 사들여 밴드에게 이름을 바꾸는 조건으로 정규 음반을 녹음할 수 있는 기회를 제공했다. "골리웍스"를 좋아한 적이 없었던 네 사람은 부분적으로 그 이름에 대한 인종적 비난 때문에 기꺼이 동의하면서 《Creedence Clearwater Revival》을 생각해냈다. 행크 보도위츠의 저서 《Bad Moon Rising: The Unauthorized History of Creedence Clearwater Revival》에서 베이시스트 스투 쿡은 "포거티, 쿡, 클리포드, 포거티가 판권 소유권을 포기한 판타지 회사 중 한 곳과 출판 계약을 맺었습니다... 레논과 매카트니는 그들의 작품에 대한 저작권을 소유하지 않았습니다. 밑바닥일 때는 할 수 있는 최선의 거래를 하는 거죠." 존 포거티는 이 밴드의 14개의 히트 레코드를 모두 쓰고, 크리던스 클리어워터 리바이벌의 7개의 스튜디오 음반에 나온 거의 모든 것을 가수, 기타리스트, 프로듀서, 편곡자 등의 역할을 맡으면서 이 그룹을 예술적으로 책임졌다.

## 평가
| 전문가 평가                   | 전문가 평가 |
| 평가 점수                     | 평가 점수   |
| 출처                          | 점수        |
| ----------------------------- | ----------- |
| AllMusic                      | [ 4 ]       |
| Encyclopedia of Popular Music | [ 5 ]       |
| Rolling Stone                 | (negative)  |

이 밴드가 차트 데뷔로 성공을 거둔 반면, 비평가들은 처음에는 이 밴드의 존경을 부인했다. 당시 《롤링 스톤》에 쓴 배리 기퍼드는 "그룹에서 유일하게 밝은 부분은 리드 기타를 연주하고 보컬을 하는 존 포거티뿐이다. 그는 평균보다 뛰어난 가수다(윌슨 피켓의 〈Ninety-Nine and a Half (Won't Do)〉에서 정말 믿을 수 있다), 그리고 흥미로운 기타리스트다. 하지만 여기엔 다른 게 없어. 드러머는 단조롭고 베이스 라인은 모두 반복되며 리듬 기타는 거의 들리지 않는다." 비록 비평가들이 포거티의 작사, 작곡 재능은 밴드의 미래의 음반과 싱글에서처럼 아직 진정으로 꽃을 피우지 않았다고 지적하지만, 시간은 음반에 훨씬 더 친절했다.
이 음반은 1970년 12월 16일, 미국 음반 산업 협회에 의해 처음으로 골드 인증을 받았으며, 그 후 20년 뒤인 1990년 12월 13일에 플래티넘을 인증받았다.

## 곡 목록
모든 곡들은 특별한 언급이 없는 한 존 포거티에 의해 작사/작곡하였다.
| #  | 제목                     | 작사·작곡                                     | 재생 시간 |
| -- | ------------------------ | --------------------------------------------- | --------- |
| 1. | 〈I Put a Spell on You〉 | 스크리밍 제이 호킨스                          | 4:33      |
| 2. | 〈The Working Man〉      |                                               | 3:04      |
| 3. | 〈Susie Q〉              | 데일 호킨스, 엘리너 브로드워터, 스탠리 루이스 | 8:37      |

| #  | 제목                                  | 작사·작곡                               | 재생 시간 |
| -- | ------------------------------------- | --------------------------------------- | --------- |
| 1. | 〈Ninety-Nine and a Half (Won't Do)〉 | 스티브 크로퍼, 에디 플로이드, 윌슨 피켓 | 3:39      |
| 2. | 〈Get Down Woman〉                    |                                         | 3:09      |
| 3. | 〈Porterville〉                       |                                         | 2:24      |
| 4. | 〈Gloomy〉                            |                                         | 3:51      |
| 5. | 〈Walk on the Water〉                 | J. 포거티, 톰 포거티                    | 4:40      |

## 인증
| 국가                       | 인증     | 판매량/출하량 |
| -------------------------- | -------- | ------------- |
| 미국 (RIAA)                | 플래티넘 | 1,000,000^    |
| ^출하량을 기반으로 한 인증 |          |               |